# Hubert Kostka
Hubert Jerzy Kostka, född den 17 maj 1940 i Markowice, Polen, är en polsk fotbollsspelare som tog OS-guld i fotbollsturneringen vid de olympiska sommarspelen 1972 i München.